# そらいろメモリアル
『そらいろメモリアル』は、やぶうち優による日本の漫画作品。『ちゃお』（小学館）にて、2020年3月号から11月号まで「第1章」が連載され、「第2章」以降は隔月刊の増刊『ちゃおデラックス』（同）にて2021年3月号より連載され、作者の怪我もあり休載を経て2024年3月号にて完結。2023年8月11日-10月22日までちゃおWeb漫画掲載サイト『ちゃおコミ』にて第12話から隔週日曜更新で連載された。
サブタイトルは「The way we were」。

## ストーリー
神社の娘以外は普通の小学5年生余目 蒼月（あまるめ そら）は1年前から有森 紅葉（ありもり いろは）と気が合い仲良しになった。いつもドジな蒼月を明るくフォローする紅葉。中学生になっても、大人になってもこの友情は続くと思っていた。
そんなとき蒼月は学校で同じ年恰好のきれいな少年に遭遇する。最初は転入生かと思う蒼月だったが、突然姿を消して人ではない何かを感じる蒼月。次にその少年が現れたのは蒼月の神社。驚く蒼月に少年は翼と大鎌を持ち、自分は『死神』だと名乗る。死神と名乗る少年偲（しのぶ）は今日は1年後に亡くなる小学生の下見をしていたことを明かした。蒼月は勘付いていた、偲はその時紅葉を見ていたことを。追及する蒼月に偲は答えた「有森紅葉は1年後に死ぬ」と。ショックを受ける蒼月だったが、紅葉の「その日」が来るまで最後まで笑っていようと心に決め、1日ごとに様々な思い出（）を紅葉と一緒につくっていく。
しかし、紅葉には蒼月に隠している秘密があった。

## 登場人物
※声の項はボイスコミック版の声優。
余目 蒼月（あまるめ そら）
声 - 福緒唯
親が神社の神主をしている内気でドジな小学5年生→6年生の女の子。髪型はボブカット。髪の右側に三日月の髪止めを付ける時がある。
ドジ具合はひどく、転倒したら道路で危うく車にひかれそうになったり、学校の階段を大きく踏み外し（間一髪のところで紅葉に助けられ友人のきっかけになる）怪我寸前になったこともある。泣き虫でなにかトラブルがあると心の中で「ぴえん」と叫んだりするが、困っていることがあるとほっとけなくて、すぐに行動する。しかし、紅葉と出会う前の記憶が抜け落ちたり、誰かに守られていることを勘づいていたり、死神の姿が見えたり、文が偲の事を好きと気付いていたりと色々と謎が多い。一番一緒にいたい人は紅葉で、紅葉の笑顔や素敵な姿を見たり、紅葉に抱きしめられたりするとドキドキする。
実は1年後に死ぬ運命であったが、紅葉が死門との取引で生き長らえているが、本人は知らない。第15話にて紅葉と共に土砂崩れに巻き込まれ、酸欠状態になるも偲と文がかけた術によって死の運命から解かれ、救出された。しかし、紅葉は転校してすぐに事故で帰らぬ人となり、偲や文に会えることもなくなっていった。
第16話終盤で18歳となり、紅葉に想いを伝えられなかった悔しさと喪失感を抱えつつ同窓会に行き、6年前に埋めたタイムカプセルを開けるイベントにて紅葉の書いて遺した手紙を読んだ事とその帰り道で死門に会ったことにより、初めて紅葉が抱えた秘密、偲と文の行方、そして3人の真意を知り、「自分は愛されていたんだ」と涙を流し、悔い泣き人生を送ろうと決意した。
その後は病気や事故で子どもを失った親たちを支援するWebコミュニティ「そらいろのたね」を立ち上げ、最初は紅葉が授業で育てたタイムカプセルに入れていたひまわりの種を参加した遺族たちに渡していたが、その遺族たちがそれからひまわりを育だてお返しにまた種を送る繰り返しでやがては実家の敷地が夏になると広大なひまわり畑となった。そして88歳の夏、過去に飛ばされて自分の神社の守り神となっていた偲と文、そしてひまわり畑から生前と変わらぬ姿で現れた紅葉と再会を果たし、彼女に迎えられる形でその生涯に幕を下ろした。
偲（しのぶ）
声 - 榊原優希
死神見習いの美形の少年。白髪の髪にモノクロのパーカーを纏っている。常にポーカーフェイスでクール。死神の学校に通っているが、成績が優秀なため死神認定試験の資格を得て人間界に降りた。認定試験の対象者の下見の時に蒼月に見られて以来、彼女が試験の邪魔をしないように見張るために蒼月の通う小学校に転校しているが、元々からいた様に思い込ませるように周りに術をかけている。蒼月のことが（監視対象かつ特別な力(後に人の心を動かす力だと判明した)を持っていそうな存在として）気になる。第16話にて実は蒼月が死ぬ運命を知っており、酸欠状態の彼女を助けたい想いと愛でかけた術によって文と共に行方不明となる。その後、掟破りのため死神から追放され、ただの神様に格下げされた後、文と共に太古の時代に飛ばされてしまった。後に蒼月の実家となる神社の男神となり、神社と共に永い時のなかで見守っていて死神時代からほど遠い高貴な装束を纏った。本来ならいつでも姿を表しても良かったのだが神様のプライド(偲曰くむやみに姿を表したくない)もあり蒼月の迎えを契機に姿を表した。
有森 紅葉（ありもり いろは）
声 - 星乃葉月
蒼月の親友の女の子。身長160cm。誕生日は10月24日で第12話にて12歳になる。髪型は柔らかみがある髪質で、肩側の髪を前方に垂らし、首側の髪をバンドで締めている。
大人びてしっかり者でさばさばしているが、蒼月をいつも常に明るく笑顔で助けている。1年半前（小学4年生）に東京から転校しており、蒼月とは違うクラスのため接点はなかったが、当時のクラスメイトらがトイレで紅葉の悪口を言っていたところを蒼月が壁越しで注意したことをきっかけで存在を認識するようになり、5年生に進級後、同じクラスになって以降まるで運命のように（蒼月曰く）親友になった。好きな人は蒼月でクラスメイトの男子と女子にハッキリと言っている。
偲によって1年以内に死ぬ運命になっているが、偲とは違う死神との取引で蒼月の運命の身代わりになったためであり、本来死ぬ運命ではない。当然自分が死ぬことをわかっているが、蒼月には隠している。
誕生日プレゼントで蒼月と一緒に作ったレジンのストラップを大事にしていたが、第13話での元旦初日の出前の蒼月との登山の時に紛失した。以降ストラップに執着しており、第14話にて冬季入山禁止のその山に入ってまで探した。心配した蒼月が探す一方で無事にストラップを見つける事に成功し、実は転校が決まって蒼月と作った思い出を大事にしたかった事を蒼月に伝えた。その後、蒼月と共に土砂崩れに巻き込まれ、怪我と酸欠状態を負うも偲や文により生還した。
その後、春休みに引っ越しするも、引っ越してすぐにトラックから幼い子供を助けて巻き込まれた交通事故によって落命し、蒼月が住む世から旅立った。享年12歳。その際死門が魂の回収に現れているが、紅葉が素直にそれに応じたかどうかは不明である。死門曰く土砂崩れで蒼月と共に死ぬ運命であったことが明らかになった。最終回にて、生まれ変わらず76年間待ち続け、死期を迎えた蒼月を迎えに現世に現れた。
文（ふみ）
偲が通う死神学校のクラスメイトの女の子。偲を追いかけて人間界に来た。姫カットのストレートヘアーに全身白で統一したミニ丈の着物を纏う。半人前の死神で、文鳥に変身できるが翼や角が丸出しで隠すことができない。関西弁を話す。死神としての武器は和傘で、人間の魂が回収できる為の点数を稼ぐため、主に小動物や虫の魂を回収する。実は結界や回復術は得意だが手加減は不可。好きな人は偲で、トウモロコシが好物。蒼月を助けようと偲がかける術をサポートした代償に死神見習いとしての資格を失った。その後、偲と共に過去に飛ばされ蒼月の実家の神社の女神となった。
玄（げん）
蒼月と紅葉のクラスメイトの少年。11月生まれ。紅葉と同じマンションに住んでいる。蒼月のことが好き。後に蒼月が立ち上げたWebコミュニティに参加している。
弔文死門（ちょうぶん・しもん）
紅葉が小学5年生の時に出会った本来蒼月の魂を回収するはずだった死神。見た目はブレザー制服にパーカーを纏った紅葉よりも年上の男子学生の姿で、チャラくて荒れた若者言葉を使い、感情の起伏が激しい。紅葉が自分が見えることに驚くも、見えることをいい事に気まぐれで蒼月の死期を伝えた。しかし、紅葉が蒼月の身代わりになると決心すると驚くも、取引を了承して運命をすり替える約束をした。
それ以後消息は不明だったが、第13話にて再登場。第16話にて紅葉の取り引きは表向きの口約束であり、死者の契約は絶対であり死神であっても覆せないことが判明した。そして蒼月の魂を迎えに行こうとするも偲と文の決死の術により阻止され、術の効果により死者の契約が変わり、怒りを露わにして去ってしまった。
その後、交通事故で落命した紅葉の魂を回収しに現れているが成功したかどうかは描写されていない。その後6年後に蒼月の前に現れ、紅葉と偲、文の事を話し、蒼月が愛されている存在である事を伝えた。
なお、名前は最終回で初めて明かされている。

## 用語解説
死神（しにがみ）
人間や動物等の魂を回収する不老の存在。基本的には体から切り離された魂を導く存在で、死神学校で学び、認定試験を通過しないと1人前に認められない。頭に角と大きな翼を生やし黒いローブに大鎌を持つが、普段は見える人間のために人間界になじむ私服をまとう。またばれることを想定して文鳥に変身することもでき、偲はノーマルの文鳥、文は白文鳥になり隠れて回収対象を見守ることもある。また魂の回収は書類で決められており、運命を覆すことができない。覆すと人間界に悪影響を及ぼすことが示唆されている。しかしある術を使うと死神としての存在と引換に人間の運命を書き換えることができることが判明した。
虹の橋小学校（にじのはししょうがっこう）
蒼月と紅葉が通う小学校。由来は作者が在住している札幌市内の虹の橋と思われる。

## ボイスコミック
ちゃおチャンネルにて、第1話が前編と後編と分けて、2020年2月に配信。その後、コミックス1巻発売記念として前編と後編をまとめた第1話完全版が2020年8月20日に配信された。

## 書誌情報
- やぶうち優 『そらいろメモリアル』 小学館〈ちゃおコミックス〉、全3巻

| 巻数 | 第1刷発行      | 発売日         | 掲載作品                       | 同時収録                 | ISBN              |
| ---- | -------------- | -------------- | ------------------------------ | ------------------------ | ----------------- |
| 1    | 2010年9月6日   | 2020年9月2日   | 『ちゃお』2020年3月号 - 7月号  | -                        | 978-4-09-871094-2 |
| 2    | 2020年12月30日 | 2011年12月25日 | 『ちゃお』2020年8月号 - 11月号 | 銀色童話 Christmas Angel | 978-4-09-871232-8 |
| 3    |                | 2024年2月26日  |                                |                          | 978-4-09-872532-8 |